# ایوون رایدینگ
ایوون رایدینگ (انگلیسی: Yvonne Ryding؛ زادهٔ ۱۴ دسامبر ۱۹۶۲) مدل (شخص) اهل سوئد است. او برنده جایزه دوشیزه جهان در سال ۱۹۸۴ است.